# BMP (bestandsindeling)
BMP (een afkorting van bitmap) is een bestandsindeling voor rasterafbeeldingen. Het wordt gebruikt door onder andere het grafische subsysteem (GDI) van Microsoft Windows en wordt BMP of DIB (Device Independent Bitmap) genoemd.
BMP-bestanden zijn meestal niet gecomprimeerd, zodat ze vaak veel groter zijn dan gecomprimeerde grafische bestanden die een plaatje van dezelfde afmeting bevatten.
Daar waar datacompressie wordt toegepast in een BMP-bestand, is dat van het RLE-type, wat tekeningen nog enigszins comprimeert, maar voor foto's niet volstaat. BMP-bestanden in 24 bits-true-color zijn nooit gecomprimeerd.
BMP-bestanden kunnen de volgende indelingen hebben:
- 1 bit (2 kleuren);
- 4 bits (16 kleuren);
- 8 bits (256 kleuren);
- true-color (RGB, 8 bits per kleur, dus 24 bits per pixel).

Het bestandstype kent een variant voor Microsoft en OS/2.
De bestandsgrootte van een typische afbeelding in true-color-BMP-indeling kan als volgt worden berekend:
bestandsgrootte (in bytes) = breedte (in pixels) * hoogte (in pixels) * aantal bytes per pixel
Dit is exclusief de header en andere overhead. Dus een 800x600-afbeelding beslaat bijna anderhalve megabyte. Hierdoor waren afbeeldingen in BMP-indeling vroeger meestal ongeschikt om te worden verstuurd via het internet of andere relatief trage netwerken. Hierdoor is JPEG in de loop der tijd veel populairder geworden.